# Антонио Фарнезе
Антонио Фарнезе (на италиански: Antonio Farnese, * 29 ноември 1679, Парма, Херцогство Парма, Пиаченца и Гуастала, † 20 януари 1731, пак там) е от 1727 г. до смъртта си последният херцог на Парма и Пиаченца от фамилията Фарнезе. След него, чрез потомците на Изабела Фарнезе, кралица на Испания, наследството на Фарнезе преминава към династията на Испанските Бурбони, а по-късно и на Неаполитанските.

## Произход
Той е вторият син на Ранучо II Фарнезе (* 1630, † 1694), херцог на Парма и Пиаченца, и на третата му съпруга Мария д’Есте (* 1644, † 1684). Има един брат:
- Франческо (* 1678 † 1727), херцог на Парма и Пиаченца, съпруг на Доротея София фон дер Пфалц, дъщеря на курфюрст Филип Вилхелм

Има и един полубрат и една полусестра от първия брак на баща си, починали като новородени, и един полубрат и две полусестри от втория му брак, сред които Маргерита Мария Фарнезе, чрез брак херцогиня на Модена и Реджо.

## Биография

### Ранни години
Третият син на херцога, Антонио никога не би си помислил, че може да носи херцогската корона, но Одоардо умира преди баща си и братът на Антонио, Франческо, въпреки че царува дълго време, няма деца.
Общественият му живот започва на 18-годишна възраст с пътуване до основните европейски градове, което освен че е образователно, е предназначено да бъде средство за установяване на връзки между семейство Фарнезе и европейските суверени. Пътуването започва на 14 декември 1697 г. За случая Антонио приема титлата „маркиз на Сала“. Негов спътник е граф Алесандро Ронковиери. Първата спирка от пътуването е Милано, където посещават Библиотеката Амброзиана и където са посрещнати от Карло Боромео Арезе. След това продължават към Торино и Франция, където Антонио остава доста дълго време. Следващата спирка е Англия, където отдават почит на крал Уилям III, след това Белгия, Испания, Португалия, Нидерландия и Германия. През ноември 1699 г. са разкошно посрещнати във Виена от самия император Леополд I. На връщане от Австрия спират във Венеция, за да отпразнуват карнавала през 1700 г., след което отиват чак до Рим, Неапол и Палермо. През ноември 1700 г., след три години отсъствие, те най-накрая се връщат в Парма, след като пропиляват над 2 млн. пармски лири.
Някои източници съобщават, че особено след тези пътувания херцог Франческо се опитва да забави брака му и да го държи далеч от държавните дела, като предпочита светския живот. Определено това е безгрижен период за Антонио, в който той може да се посвети на любимите си занимания: добра храна, хазарт и лов, за които той украсява резиденцията в Сала Баганца с богат павилион. Въпреки това забавянето на брака, дължащо се както на неговото отвращение към постоянна връзка, така и на съпротивата на Франческо, също поради въпроси на прерогативите, вероятно води до изчезването на мъжкия клон на семейството.
Остаряването на Франческо, който продължава да няма деца, тревожи както Изабела, която иска да постави децата си на херцогския трон, така и Светия престол, който иска да запази статуквото. До решението на този проблем се стига едва след възкачването на трона на Антонио.

### Херцог на Парма и Пиаченца
Когато Франческо внезапно почива на 26 февруари 1727 г., 48-годишният Антонио се оказа катапултиран в центъра на събитията. По време на смъртта на брат си той е в Реджо, за да отпразнува карнавала. Антонио изтичва до Пиаченца, за да приеме клетвата на своите поданици, но за да не създава дипломатически инциденти, не връчва клетвата си нито на папата, нито на императора.
До този момент проблемът с брака е належащ, така че Антонио (също посъветван от своята фаворитка, графиня Маргерита Бори, родена Джусти) решава да се ожени за Енриета д’Есте. Поради предишните брачни връзки, съществували между двете семейства, е необходимо да се получи папска диспенсация, която е предоставена. Сватбата е отпразнувана пищно на 5 февруари 1728 г. Новата херцогиня влиза в Парма на 6 юли. Правителствените актове, които херцогът успява да обнародва, са подновяването на призивите за увеличаване на черничевите насаждения, за да се насърчи копринената индустрия и пчеларството, както и за възобновяване на панаира на стоките в Пиаченца. През 1729 г., след 40 години, той възстановява използването на маски в карнавала в Парма. 
Внезапно, на 20 януари 1731 г., след три дни страдания, причинени от пристъпи на повръщане и остра треска, 51-годишният херцог умира. В завещанието си, написано един ден преди смъртта му, той посочва „бременната утроба“ на жена си за универсален наследник, като същевременно назначава регентски съвет, съставен от вдовицата му, епископ Камило Марацани, граф Одоардо Анвити, първият секретар на Държава, граф Федерико дал Верме, майордом, и 2-ма благородници от двора – граф Якопо Антонио Санвитале и граф Артасерсе Баярди. 
Поради липсата на мъжки наследник Антонио е наследен от потомците на Изабела Фарнезе: наследникът така и не се ражда и херцогството преминава в ръцете на Карлос III де Бурбон, син на Изабела и Филип V от Испания, както е постановено в Договора от Хага (януари 1720 г.).

## Брак и потомство
∞ 5 февруари 1728 г. за Енриета д’Есте (* 1702, † 1777), дъщеря на Риналдо д’Есте, херцог на Модена и Реджо, и на съпругата му Шарлота Фелицита фон Брауншвайг-Люнебург, от която няма деца.
През 1740 г. вдовицата му Енрикета д’Есте се омъжва за фелдмаршал Леополд фон Хесен-Дармщат, син на Филип фон Хесен-Дармщат, гувернатор на Мантуа.